# Acmaeops pratensis
Acmaeops pratensis là một loài bọ cánh cứng thuộc phân họ Lepturinae, trong họ Cerambycidae. Loài này phân bố ở Áo, Belarus, Bosna và Hercegovina, Bulgaria, Canada, Croatia, Cộng hòa Séc, Estonia, Phần Lan, Pháp, Đức, Hungary, Trung Quốc, Ý, Kazakhstan, Latvia, Litva, Macedonia, Moldova, Mông Cổ, Montenegro, Na Uy, Ba Lan, România, Nga, Serbia, Slovakia, Slovenia, Tây Ban Nha, Thụy Điển, Thụy Sĩ, Ukraina, và Hoa Kỳ. Thức ăn của bọ cánh cứngtrưởng thành là cây vân sam Châu Âu.

## Subtaxons
There are two varietets in species:
- Acmaeops pratensis var. obscuripennis Pic, 1901
- Acmaeops pratensis var. suturalis (Mulsant, 1863)

## Hình ảnh

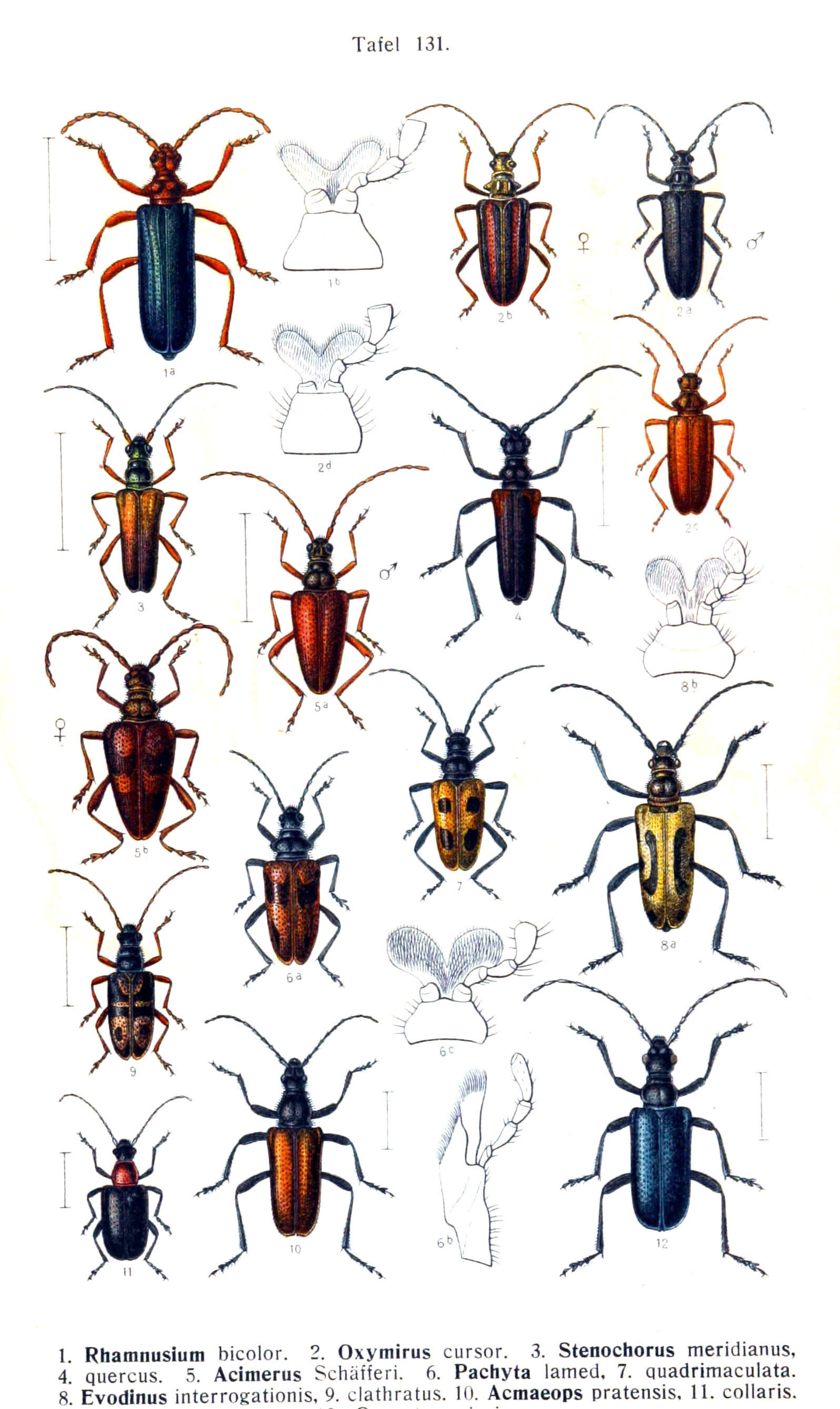